# Стивенс, Сэнди
Сэнди или Сэнди Стивенс (наст. имя Сэнди Стивенсон) — британская певица

## Биография
С начала 1980-х годов выпустила ряд синглов под именем Сэнди Стивенсон. Позже дебютировала на французской сцене под псевдонимом Сэнди Стивенс (Или просто Сэнди) в 1988 году с синглом «J’ai faim de toi» из альбома Histoires d’amour. Песня была сочинена Паскалем Стивом
и Энн Мостоу. Продюсером выступил Марк Миллер.
Первоначально песня предназначалась для рекламы йогурта. Релиз сингла состоялся в мае 1988 года. Песня сумела попасть в French SNEP Singles Chart и продержалась там две недели; с 2 по 9 июля 1988. Сингл получил статус золотого от SNEP и стал большим хитом 1988 года. Сэнди стала первым британским исполнителем, которому удалось попасть на 1 место в чартах Франции.

## Дискография

### Синглы
- 1980s : «Marguerite»
- 1980s : «T’aurais dû»
- 1983 : «Sandy» (саундтрек к одноимённому фильму)
- 1984 : «Everyman’s the Same»
- 1986 : «Love Is Danger»
- 1988 : «J’ai faim de toi» — #1 in France, Gold disc
- 1988 : «Lies»
- 1988 : «Comme je respire»

### Альбомы
- 1988 : Les Enfants sans Noël (сборник)
- 1988 : 75 Artistes pour le Liban (сборник)
- 1989 : Les Enfants sans Noël (сборник)